# Psychotria laciniata
Psychotria laciniata är en måreväxtart som beskrevs av Vell.. Psychotria laciniata ingår i släktet Psychotria och familjen måreväxter. Inga underarter finns listade i Catalogue of Life.